# The Effigies
I The Effigies sono un gruppo post-hardcore statunitense di Chicago formatosi nel 1980. Il complesso rimase attivo per un decennio, con molti cambi di formazione e mantenendo come unico componente stabile il frontman John Kezdy, prima di sciogliersi nel 1990. Il gruppo ha pubblicato 4 album di studio e parecchi EP, soprattutto su Ruthless Records e con distribuzione Enigma.

## Storia degli Effigies
La formazione iniziale della band era formata da Norman (voce), John Kezdy (chitarra), Paul Zamost (basso) e Steve Economou (batteria). Il cantante fu presto sostituito da John Kedzy, che cedette così il posto di chitarrista a Earl Letiecq. Nel 1986 la band si sciolse ma nel 1987 Kezdy la riformò insieme a Letiecq e a Chris Bjorklund (basso) e Joe Haggerty (batteria). Nel 1988 Letiecq abbandonò nuovamente il gruppo per formare i Jack Scratch con Dave Bergeron, ex-Bloodsport, e nel 1990 gli Effigies si sciolsero. La band si riunì per un unico concerto nel 1992 e nel 1995-1996 per alcuni concerti per sponsorizzare la ristampa della loro raccolta Remains Nonviewable su Touch and Go Records.
Gli Effigies si sono riuniti stabilmente nel 2004 con la seguente formazione: John Kezdy, Paul Zamost, Steve Economou e Robert McNaughton, che ha in passato composto colonne sonore per film, tra cui Henry, pioggia di sangue. Nel 2007 questa formazione ha pubblicato il quarto album di studio nella storia della band, intitolato Reside.

## Formazione

### Formazione attuale
- John Kezdy - voce (1980-1990, 2004-2023)
- Robert McNaughton - chitarra (2004-oggi)
- Paul Zamost - basso (1980-1986, 2004-oggi)
- Steve Economou - batteria (1980-1986, 2004-oggi)

### Ex componenti
- Earl Letiecq - chitarra (1980-1984, 1987-1988)
- Robert O'Connor - chitarra (1985–1986)
- Chris Bjorklund - basso (1987–1988), chitarra (1988–1990)
- Joe Haggerty - batteria (1987–1990)
- Tom Woods - basso (1988–1990)

## Discografia

### Album di studio
- 1984 - For Ever Grounded (Ruthelss Records/Enigma Records)
- 1985 - Fly on a Wire (Fever Records/Enigma Records)
- 1986 - Ink (Fever Records/Enigma Records)
- 2007 - Reside (Criminal IQ Records)

### EP
- 1981 - Haunted Town (Autumn Records)
- 1982 - Bodybag/Security (Ruthless Records)
- 1983 - We're Da Machine (Ruthless Records/Enigma Records)
- 1996 - VMLive Presents The Effigies Live 12/16/95 (VML Records)

### Raccolte
- 1989 - Remains Nonviewable (Roadkill Records)